# Inge Borkh
Inge Borkh, artistnamn för Ingeborg Simon, född 26 maj 1921 i Mannheim, död 26 augusti 2018 i Stuttgart, var en tysk operasångerska (dramatisk sopran). 
Inge Borkh började sin konstnärliga bana inom talteatern, men avbröt för sångstudier, med debut i von Webers Friskytten. 1940. Under 1950-talet uppträdde Borkh på alla stora scener i Tyskland och hon hade hemlandet som främsta arena för sin konst under hela karriären. Hon gästspelade även flitigt utomlands: Covent Garden, Metropolitan, Teatro Colón, Buenos Aires, Wiener Staatsoper och La Scala. Den roll man mest förknippar henne med är titelrollen i Richard Strauss Elektra, till andra roller hörde Ladyn i Verdis Macbeth, Richard Strauss Salome, Leonore i Beethovens Fidelio och titelrollen i Puccinis Turandot. Borkh avslutade sin karriär som operasångerska med Elektra i Palermo 1973. Hon var sinnebilden av en sjungande skådespelerska, med stor inlevelseförmåga i vitt skilda rollkaraktärer. Efter avslutad operakarriär framträdde Borkh med chansons, bl.a. sånger av Brecht, och blev 1977 anställd som talskådespelerska i Hamburg.

## Diskografi i urval
- Titelrollen i Richard Strauss Elektra. Dir. Karl Böhm. DG.
- Titelrollen i Richard Strauss Elektra. Dir. Dimitri Mitropoulos. Wiener Staatsoper 1957. Orfeo C 456 972 1 (2 CD).
- Die Färberin i Richard Strauss Die Frau ohne Schatten. Dir. Joseph Keilberth. DG.
- Titelrollen i Richard Strauss Salome. Orfeo.
- Titelrollen i Puccinis Turandot. Decca.
- Inge Borkh, sopran. Preiser records 90302.
- Inge Borkh. Grosse Sänger unser Jahrhunderts. Recordings 1936-2006. Orfeo C 714 061 B.
- Mona Fiordalisa i von Schillings Mona Lisa. Dir. Robert Heger. Berlin, 1953. Walhall WLCD 0003 (2 CD).
- Inge Borkh: Beethoven, Verdi, Wagner, R. Strauss. Gala GL 100.543 (2 CD).
- Inge Borkh. Part two: R.Schumann, R. Strauss, D. Shostakovich. Gala GL 100.805. (2 CD). Här får man även exempel på  Borkh son talskådespelerska.
- Titelrollen i Cherubinis Medea. Dir. V. Gui. Berlin, 1958; Richard Strauss, Vier letzte Lieder. Ponto  PO-1010 (2 CD).
- Eglantine i von Webers Euryanthe. Dir. Giulini. Urania URN 22. 254. (2CD).